# Podhradík
Podhradík (bis 1927 slowakisch auch „Šebeš“; ungarisch Sebesváralja) ist eine Gemeinde im Osten der Slowakei mit 434 Einwohnern (Stand 31. Dezember 2024) im Okres Prešov, einem Teil des Prešovský kraj, und wird zur traditionellen Landschaft Šariš gezählt.

## Geographie

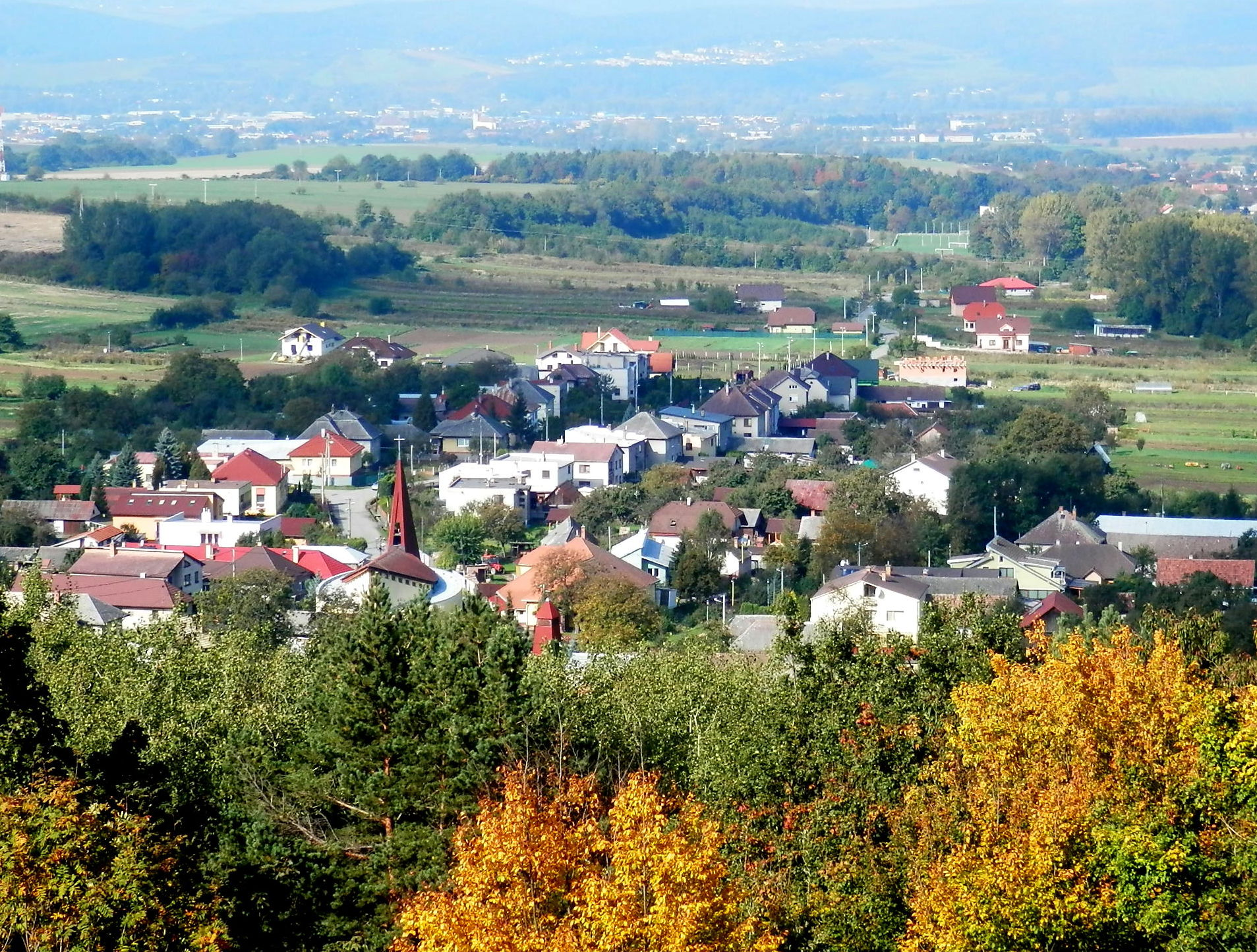
Blick auf Podhradík

Die Gemeinde befindet sich im Nordostteil des Kessels Košická kotlina auf den nordwestlichen Ausläufern des Gebirges Slanské vrchy, am Bach Šebastovka. Das Ortszentrum liegt auf einer Höhe von 358 m n.m. und ist 10 Kilometer von Prešov entfernt.
Nachbargemeinden sind Vyšná Šebastová im Westen und Norden, Okružná im Nordosten, Pavlovce im Osten, Zlatá Baňa und Ruská Nová Ves im Süden und Teriakovce im Südwesten.

## Geschichte

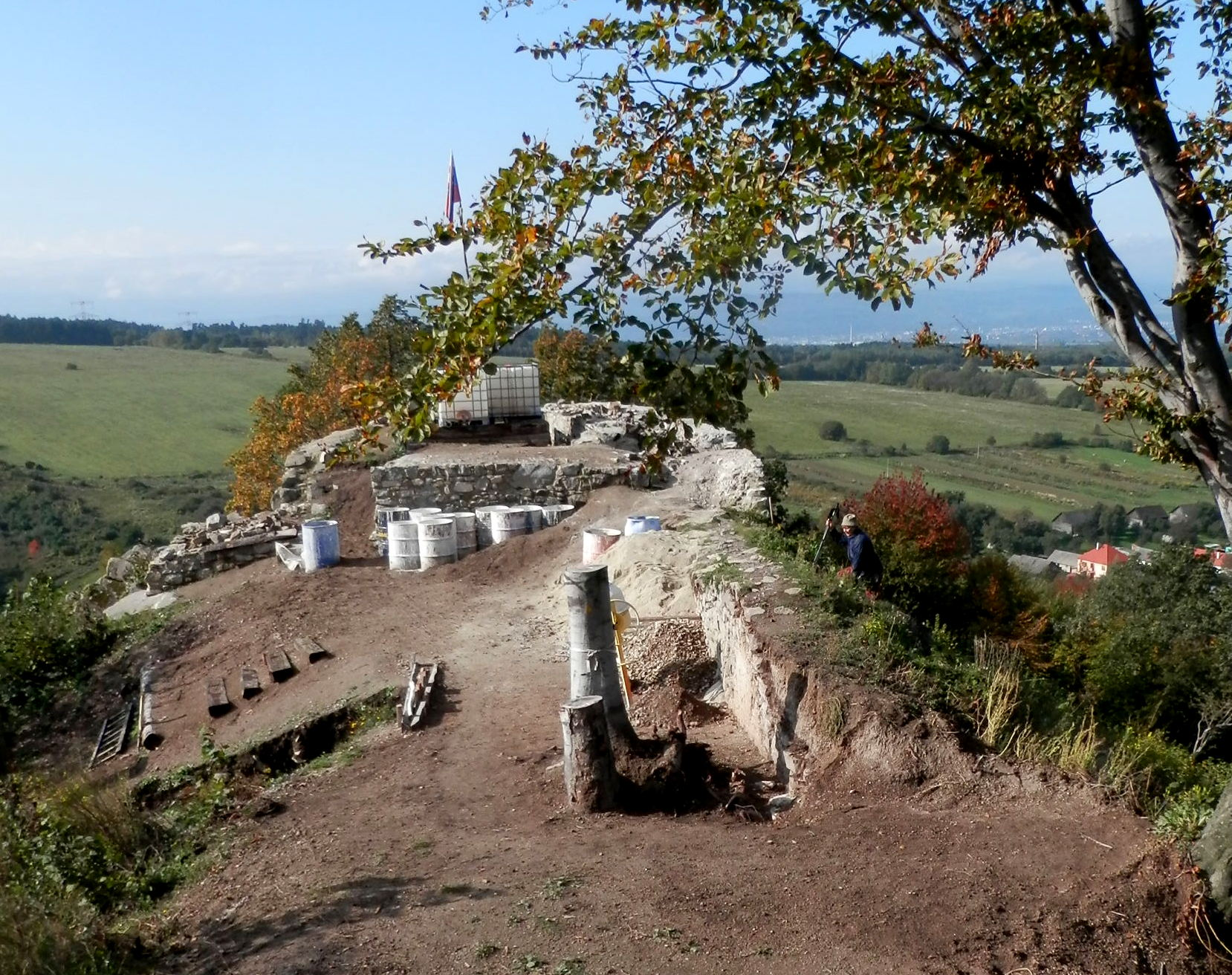
Ruinen der Burg Šebeš

Der Ort entwickelte sich aus einer Siedlung unterhalb der Burg Šebeš und wurde zum ersten Mal 1427 als Waryala schriftlich erwähnt. 1787 hatte die Ortschaft 37 Häuser und 251 Einwohner, 1828 zählte man 41 Häuser und 341 Einwohner, die als Viehhalter und Waldarbeiter beschäftigt waren.
Bis 1918/1919 gehörte der im Komitat Sáros liegende Ort zum Königreich Ungarn und danach zur Tschechoslowakei beziehungsweise heute Slowakei.

## Bevölkerung
| Jahr                | 1994 | 2004    | 2014    | 2024     |
| ------------------- | ---- | ------- | ------- | -------- |
| Anzahl der Personen | 326  | 350     | 372     | 434      |
| Unterschied         |      | +7,36 % | +6,28 % | +16,66 % |

| Jahr                | 2023 | 2024    |
| ------------------- | ---- | ------- |
| Anzahl der Personen | 440  | 434     |
| Unterschied         |      | −1,36 % |

Nach der Volkszählung 2011 wohnten in Podhradík 370 Einwohner, davon 346 Slowaken, jeweils zwei Russinen und Ukrainer sowie ein Tscheche. 19 Einwohner machten keine Angabe zur Ethnie.
259 Einwohner bekannten sich zur römisch-katholischen Kirche, 39 Einwohner zur Evangelischen Kirche A. B., 19 Einwohner zur griechisch-katholischen Kirche, zwei Einwohner zur orthodoxen Kirche und ein Einwohner zu einer anderen Konfession. Sieben Einwohner waren konfessionslos und bei 43 Einwohnern wurde die Konfession nicht ermittelt.

## Bauwerke und Denkmäler

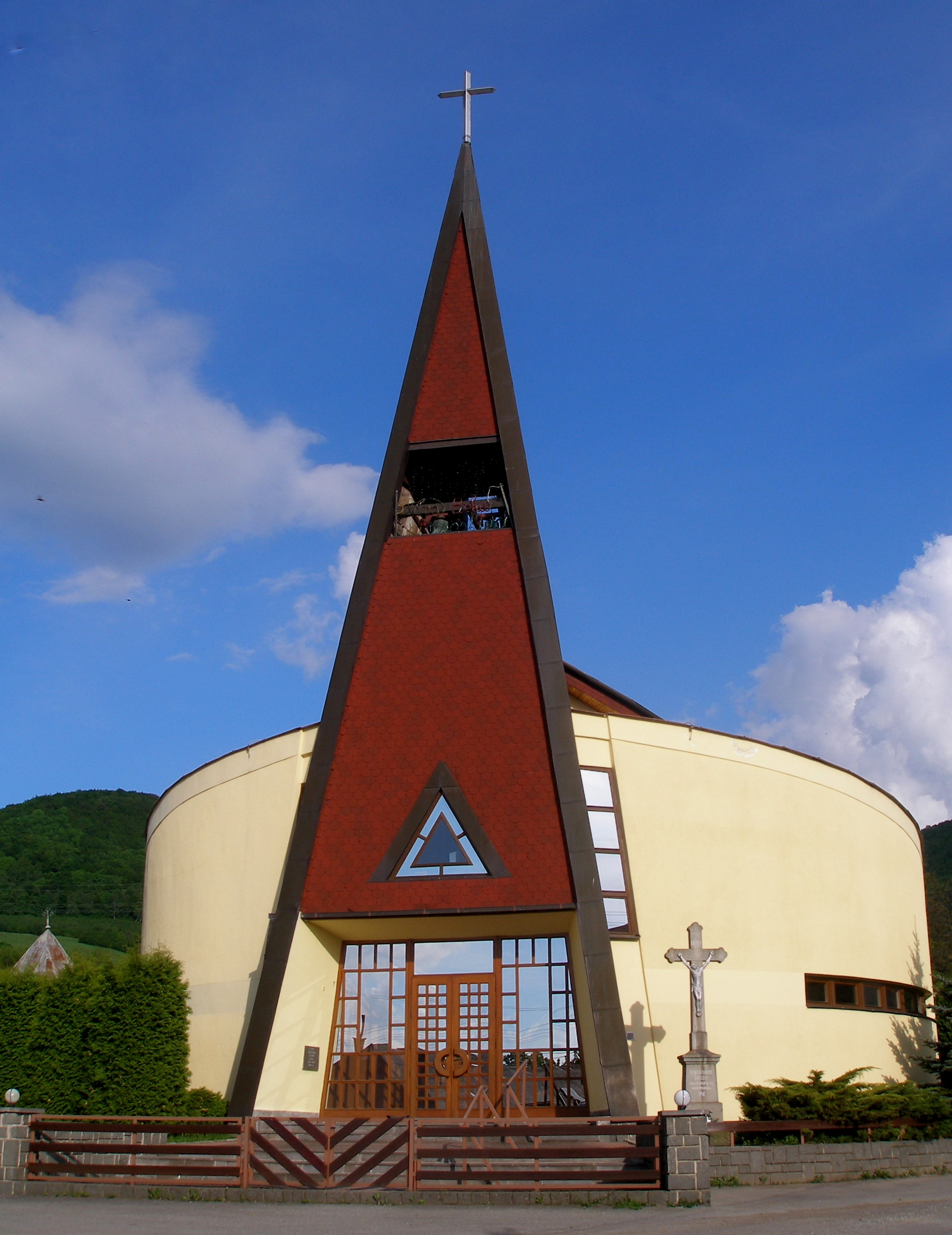
Kirche im Ortszentrum

- moderne römisch-katholische Kirche der Hl. Dreifaltigkeit aus dem Jahr 1994
- Ruinen der Burg Šebeš